# Lekkoatletyka na Letnich Igrzyskach Olimpijskich 1956 – chód na 50 km mężczyzn
Chód na 50 kilometrów mężczyzn podczas XVI Letnich Igrzysk Olimpijskich w Melbourne rozegrano 24 listopada 1956 o 13:30. Start i meta biegu znajdowały się na stadionie Melbourne Cricket Ground. Zwycięzcą został reprezentant Nowej Zelandii Norman Read.

## Rekordy

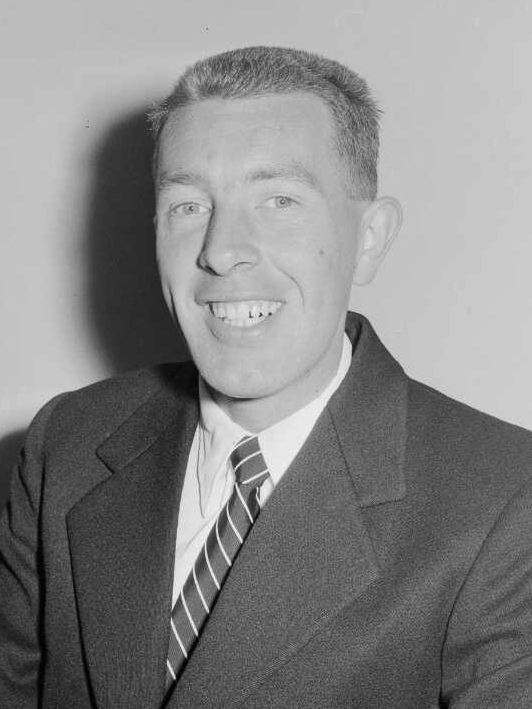
Norman Read

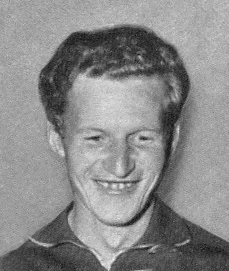
John Ljunggren

|                   | Zawodnik         | Narodowość | Czas      | Data                  | Miejsce  |
| ----------------- | ---------------- | ---------- | --------- | --------------------- | -------- |
| Rekord świata     | Grigorij Klimow  | ZSRR       | 4:05:13   | 10 sierpnia 1956(dts) | Moskwa   |
| Rekord olimpijski | Giuseppe Dordoni | Włochy     | 4:28:07,8 | 21 lipca 1952(dts)    | Helsinki |

## Wyniki
| Poz. - pozycja |
| – rekord świata \| – rekord krajowy \| – rekord życiowy \| = – wyrównany rekord życiowy \| · – najlepszy wynik w sezonie \| = – wyrównany najlepszy wynik w sezonie \| – rekord olimpijski |
| Fn – falstart \| DNF – nie ukończył \| DNS – nie wystartował \| DSQ – zdyskwalifikowany |

### Finał
| Poz. | Zawodnik              | Narodowość        | Rezultat  |
| ---- | --------------------- | ----------------- | --------- |
| 1    | Norman Read           | Nowa Zelandia     | 4:30:42,8 |
| 2    | Jewgienij Maskinskow  | ZSRR              | 4:32:57,0 |
| 3    | John Ljunggren        | Szwecja           | 4:35:02,0 |
| 4    | Abdon Pamich          | Włochy            | 4:39:00,0 |
| 5    | Antal Róka            | Węgry             | 4:50:09,0 |
| 6    | Ray Smith             | Australia         | 4:58:08,0 |
| 7    | Adolf Weinacker       | Stany Zjednoczone | 5:00:16,0 |
| 8    | Albert Johnson        | Wielka Brytania   | 5:02:19,0 |
| 9    | Eric Hall             | Wielka Brytania   | 5:03:59,0 |
| 10   | Ion Barbu             | Rumunia           | 5:08:33,6 |
| 11   | Elliott Denman        | Stany Zjednoczone | 5:12:14,0 |
| 12   | Leo Sjogren           | Stany Zjednoczone | 5:12:34,0 |
| 13   | Ronald Crawford       | Australia         | 5:22:36,0 |
| –    | Josef Doležal         | Czechosłowacja    | DNF       |
| –    | Grigorij Klimow       | ZSRR              | DNF       |
| –    | Dumitru Paraschivescu | Rumunia           | DNF       |
| –    | Milan Skřont          | Czechosłowacja    | DNF       |
| –    | János Somogyi         | Węgry             | DNF       |
| –    | Don Thompson          | Wielka Brytania   | DNF       |
| –    | Ted Allsopp           | Australia         | DSQ       |
| –    | Michaił Ławrow        | ZSRR              | DSQ       |
| –    | René Charrière        | Szwajcaria        | DNS       |
| –    | Gilbert Marquis       | Szwajcaria        | DNS       |